# 青华街道
青华街道是中华人民共和国云南省保山市隆阳区下辖的一个街道办事处。

## 行政区划
青华街道下辖以下村级行政区划单位：
红花社区、打渔社区、沈官社区、官田社区、廖官社区、太平社区、四方社区、宋家墩社区、马官社区、祝马社区。